# Jezberella
Jezberella es un género de bacterias gramnegativas de la familia Alcaligenaceae. Actualmente (2024) solo contiene una especie: Jezberella montanilacus. Fue descrito en el año 2022. Su etimología hace referencia al microbiólogo checo Jan Jezbera. El nombre de la especie hace referencia a lago de montaña. Es aerobia. Tiene un tamaño de 0,4 μm de ancho por 1,4 μm de largo. Forma colonias circulares y de color beige en agar NSY. Temperatura de crecimiento entre 5-32 °C. Tiene un genoma de 3,2 Mpb y un contenido de G+C de 51%. Se ha aislado de aguas ligeramente ácidas en Austria. 